# 1448
1448 (MCDXLVIII) fue un año bisiesto comenzado en lunes del calendario juliano.

## Acontecimientos
- 20 de junio - Carlos VIII Knutsson es electo rey de Suecia.
- 19 de octubre - Francisco Sforza pacta una alianza con los venecianos en contra de Milán.
- 12 de diciembre - El sultán otomano Murad II devasta la provincia bizantina de Morea.
- Vlad Draculea ocupa el trono de Valaquia.
- Leyenda de los comendadores de Córdoba.
- La ciudad maya de Mayapán es abandonada.

## Nacimientos
- 4 de noviembre - Alfonso II de Nápoles, rey de Nápoles.

## Fallecimientos
- 31 de octubre - Juan VIII Paleólogo, emperador bizantino.